# مكلان (اليمن)
مكلان ،(اليمن)هي قرية صغيرة تقع في المرتفعات الوسطى من اليمن.هناك مهبط للطائرات هو المدخل الوحيد المتوقع لطريق ترابي صغير. ان الدين الرئيسي وربما الوحيد هو الاسلام. يوجد في المدينة مدرسة صفية واحدة يديرها المسجد. يوجد في ماكلان مركز شرطة  لكن لا يوجد مركز إطفاء رسمي. تنقسم المدينة إلى نصفين جنوبي وشمالي تقسمهما الأراضي الزراعية.
1. ↑  GeoNames (بالإنجليزية), 2005, QID:Q830106